# NGC 2008
NGC 2008 este o galaxie spirală situată în constelația Pictorul. A fost descoperită în 27 decembrie 1834 de către John Herschel. Se află la o distanță de 130,62 de megaparseci de Pământ.